# Charles Denet
 (avril 2015).
Charles Clément Denet, né le 10 février 1853 à Évreux et mort le 20 mai 1939 à Paris, est un peintre français.

## Biographie
Charles Denet fait ses études au lycée impérial d'Évreux, puis est admis à l'École des beaux-arts de Paris dans les ateliers des peintres Fernand Cormon et Léon Bonnat, où il est le camarade d'atelier d'Henri de Toulouse-Lautrec. Il revient se fixer à Évreux où il demeure toute sa vie. Il vit de 1883 à 1939 au no 38 de la rue du Faubourg Saint-Léger (aujourd'hui rue du Maréchal-Joffre) où une plaque commémorative est apposée sur la maison.
Né sous le Second Empire, Charles Denet fait tout entier carrière sous la Troisième République. Depuis 1872, date de sa première participation au Salon des artistes français, il y effectuera régulièrement des envois, glanant de nombreuses distinctions, telles une mention honorable en 1900, une médaille de 3e classe en 1906 et une médaille de 2e classe en 1912, année où il passe en hors-concours.
Il répondra à des commandes de décoration de monuments : ainsi, il peindra en 1895 le plafond de la salle des mariages de l'hôtel de ville d'Évreux où il représente Le Premier mariage républicain célébré à Évreux pendant la Révolution. En 1903, il réalisera la décoration du foyer du théâtre d'Évreux par deux grandes peintures illustrant des scènes du Bourgeois gentilhomme de Molière et d'Hamlet de Shakespeare. Il s'attachera aussi à représenter de nombreuses scènes de la vie quotidienne, et ce seront la famille, les amis (joueurs de dominos), les voisins, les rues et les maisons d'Évreux, les métiers d'alors (vendeuse de volailles sur le marché, pileurs de pommes…) et des scènes de Port-en-Bessin (la vie du port, le retour de pêche…) qui retiendront son attention.
Il meurt le 20 mai 1939 au sein de l'Hôpital Léopold-Bellan dans le 14e arrondissement de Paris.

## Collections publiques
- Hôtel de ville de Vernon :
  - La fête des fleurs[3] ;
  - Le Cidre et Le Vin[4].
- Hôtel de ville d'Évreux :
  - Célébration du premier mariage civil, au plafond de la salle des mariages, datée de 1895.
- Musée d'Évreux :
  - Les Pileurs, fabrication de cidre en Normandie, 1914, huile sur toile, 160 × 217 cm. Cette toile, dépôt du Fonds national d'art contemporain au musée d'Évreux en 1989, acquise par l'État au Salon de 1914, ornait la Chambre des députés à Paris. Le pilage des pommes est effectué au moyen d'un pressoir en bois. Un homme, au centre du tableau, tourne la manivelle afin d'activer le broyeur tandis qu'un autre personnage, à gauche, charge les pommes dans la machine ;
  - Buveur (esquisse), huile sur toile, 27 × 35 cm ;
  - Sortie de la Cathédrale d'Évreux (un dimanche après la messe, en hiver), huile sur toile, 53,7 × 72,8 cm ;
  - Les Joueurs de dominos, huile sur toile, 115 × 147 cm. Les joueurs de dominos sont dans le langage du Pays de Caux, où ce jeu est très répandu, appelés « les touilleux » parce qu'ils mélangent les dominos à la main ;
  - Les Bulles de savon ou L'Essangeage, Salon de 1910, huile sur toile, 161 × 129 cm. L'essangeage désigne le décrassage du linge avant le lavage. Une jeune mère lave du linge dans un baquet tandis qu'un enfant fait des bulles de savon ;
  - Au Marché à Évreux (marchande de volailles), Salon de 1926, huile sur toile, 146 × 115 cm ;
  - Vieillard fumant la pipe, huile sur toile, 130 × 115 cm ;
  - Lavandière, huile sur toile, 135 × 96 cm, au dos, étiquette « exposition internationale des beaux-arts de Monte-Carlo » ;
  - Portrait d'homme, huile sur toile, 61 × 50 cm ;
  - Le Trou Bailly sur l'Iton à Évreux, 1930, 60 × 37 cm ;
  - Christ en croix, 1881, huile sur toile, 272 × 164 cm. Cette œuvre était exposée dans la salle de la cour d'assises au Tribunal d'Évreux d'où elle a été retirée en 1905 pour être  déposée en janvier 1911 au musée d'Évreux par la préfecture de l'Eure ;
  - Scène de marché (des femmes devant un étal), huile sur bois, 14 × 22 cm. Au verso : Lavandière près d'un pont (Vernon ?), huile sur bois ;
  - Scène de marché (une femme devant un étal), huile sur bois, 14 × 22 cm. Au verso : Femme dans un intérieur, assise, huile sur bois ;
  - Scène de marché (des femmes devant un étal), huile sur bois, 14 × 22 cm. Au verso : Femme dans un intérieur, assise, cousant, huile sur bois ;
  - Une Boutique éclairée dans la nuit, huile sur bois, 14 × 22 cm. Au verso : Scène de marché (une femme devant un étal), huile sur bois ;
  - La Dernière bénédiction de monseigneur J.-B. Bourlier (évêque d'Évreux), pierre noire, encre rouge, brune, plume sur papier vélin, 29,5 × 46,4 cm. Inscription en haut à droite : « Le 24 juin 1821, jour de la Fête-Dieu, l'évêque malade et ne pouvant assister à la procession fit préparer un reposoir dans la cour de l'évêché. Quand vint la procession, l'évêque, qui s'était fait porter au balcon de sa chambre, se leva soutenu par plusieurs ecclésiastiques pour recevoir la bénédiction du Saint-Sacrement. Tous furent si profondément émus qu'une souscription fut ouverte le même jour sur la proposition du préfet M. Raymond Delaître, pour l'exécution d'un grand tableau représentant cette scène majestueuse et touchante. Le peintre a cru devoir représenter le prélat revêtu de tous les ornements pontificaux et donnant au peuple sa dernière bénédiction pastorale. La vérité est que le prélat trop faible n'avait que le vêtement d'un malade presque mourant et ne pouvait plus lui-même que demander les prières des hommes et la bénédiction de Dieu (libellé des évêques d'Évreux) ». Inscription en haut à gauche : « Mgr J.B. Bourlier, évêque d'Évreux ». Inscription en bas, énumération nominale et avec leur titre des notables et personnes ayant assisté à cette bénédiction : « 1) L'évêque d'Évreux, décédé le 30 octobre 1821, à l'âge de 90 ans, 2) M. Delapointe, maréchal de camp commandant le département, 3) M. de Bernetz, conseiller de préfecture, 4) M. Raymond Delaitre, préfet de l'Eure, 5) M. Hébert fils, 6) M. Hébert, procureur du Roi, 7) M. Lesage, président du tribunal, 8) M. Debarrey-Desauthieux, maire d'Évreux, 9) Melle … domestique chez M. Goulliart, avoué, 10) M. de la Brunière, vicaire général puis nommé évêque de Pamiers, 11) Mme Raymond Delaitre, 12) 13) 14) Mesdemoiselles de la Buffardière, 15) M. l'abbé Painchon, chanoine, 16) le fils de l'auteur du présent tableau, 17, 18) Mme P… et son fils ». Note : ce dessin est l'explication de l'iconographie d'une grande toile (4,30 × 5,25 m) réalisée par le peintre Antoine Vafflard intitulée La Dernière bénédiction de l'évêque Bourlier, grâce à une souscription à l'initiative du département de l'Eure. La toile, achevée en 1824, fut installée dans la cathédrale d'Évreux ;
  - La Tour de l'Horloge à Évreux un soir de pluie, fusain sur papier vélin, 24,7 × 17,4 cm .
- Musée de Louviers : 
  - Hondouville (Eure), huile sur toile, 35,3 x 26,4 cm.
- Musée de Fécamp :
  - Les devoirs, huile sur toile, 97 x 133,5 cm, Salon des Artistes français de 1903
- Musée des Beaux-Arts de Caen :
  - Les Fiancés, huile sur toile, 128 × 162 cm, Salon des Artistes français de 1911 (oeuvre détruite en 1944).

## Expositions
- Charles Denet, intime, musée d'Évreux, 1999 (catalogue, 32 p.)
- Charles Denet, à postériori, musée d'Évreux, 2014